# Ритманис, Лолита
Ритманис, Лолита (родилась 1 ноября 1962 года) — американский композитор латышского происхождения. Известна своими музыкальными произведениями для фильмов и телевидения, в том числе работой над мультсериалом Batman Beyond.

## Ранние годы
Лолита Ритманис родилась 1 ноября 1962 года в Портленде, штат Орегон, в семье врача Андриса Атиса Ритманиса и Аси Ритманис, которые бежали из Латвии во время Второй мировой войны и иммигрировали в США в 1949 году. У Лолиты есть сестра Бригита Ритманис-Джеймсон (1947) и брат Альбертс Ритманис (1950).
Лолита росла в музыкальной семье, где вместе со старшими сестрой и братом училась игре на фортепиано и флейте, занималась игрой на гитаре и вокалом, выступая в ансамблях как джазовой, так и классической музыки. Свою первую песню Ритманис сочинила в 11 лет. К 16 годам она гастролировала по США, Канаде, Европе, Австралии и Новой Зеландии, сочиняя музыку и выступая с популярной латышской музыкальной группой «Портленд Дзинтарс» («Янтарь Портленда»), созданной ещё её сестрой Бригитой. Фестивали латышской песни по всему миру предоставили Ритманис возможность дирижировать и исполнять свои произведения перед широкой публикой.
Ритманис закончила среднюю школу Кливленда в Портленде, штат Орегон, в 1980 году. Она переехала в Лос-Анджелес, чтобы учиться в музыкальной школе Дика Гроува, где она одновременно окончила программу по композиции и по сочинению музыки для кино. Её наставниками были композиторы Дик Гроув, Манделл Лоу, Лало Шифрин, Генри Манчини, Эллин Фергюсон, Джек Фейерман и другие. Ритманис также брала частные уроки у Мауро Бруно, Гибнера Кинга и Мэтта Денниса.

## Карьера

### Кино- и телевизионная музыка
По окончании учебы Ритманис начала работать на студиях Warner Bros. и Walt Disney, а затем начала делать оркестровки для кино и телевидения. Она смогла обеспечить постоянный приток работ от таких композиторов, как Майкл Камен, Бэзил Поледурис, Ширли Уокер, Марк Сноу, Пол Чихара, Беннет Сальвей, Эллиот Голденталь, Луи Фебр, Берт Бахарач, Снаффи Уолден и Картер Бервелл. В 1991 году при поддержке Ширли Уокер Ритманис начала самостоятельную карьеру как композитор для кино и телевидения. Ее сотрудничество с мисс Уокер дало ей возможность написать музыку для мультипликационного сериала Batman: The Animated Series в Warner Bros. В этой же продюсерской компании она продолжила работу сериалами «Супермен» и «Бэтмен за гранью». В это время Ритманис познакомилась и начала профессиональное сотрудничество с композиторами Майклом Маккьюшеном и Кристофером Картером. Трио продолжало сочинять музыку вместе для «Проекта Зета», «Юных титанов», «Лиги справедливости» и нескольких полноформатных проектов.
Ритманис сделала оркестровки для более чем 100 фильмов, мини-сериалов и телевизионных программ, среди которых: «Смертельное оружие 4», «Секретные материалы», «Фанатка», «Джиперс Криперс 2», «Робин Гуд: принц воров», «Конечная цель», «Западное крыло» и «Человек-разрушитель». Она также сделала оркестровку, а Маккьюшен сочинил и дирижировал музыкой для видеоигры «Человек-паук 2», основанной на одноименном фильме 2004 года. Ритманис также оркестровала музыку для части церемоний закрытия Столетних Олимпийских игр в Атланте.

### Концертные произведения
Концертные произведения Ритманис исполнялись и продолжают звучать в США, Канаде, Европе, Тайване, Латвии и Австралии. Симфоническая поэма «Прощание с Ригой» была исполнена в Portland Civic Auditorium в 1982 году. Ее кантата «Новый день» была исполнена в 1986 году в зале «Элис Талли» Линкольн-центра. В 1989 году мюзикл Tas vakars piektdienā (Тот вечер пятницы) был поставлен летом 1990 года в Театре на террасе в Лонг-Бич, Калифорния, и по всей Латвии. Музыкальное ревю Turp un atpakaļ (Туда и обратно) исполнялось в США и Канаде в 1999 и 2000 годах. Мюзикл Skudra un sienāzis (Муравей и кузнечик) был показан на Фестивале латышской песни в Таузанд-Окс, Калифорния, в 1999 году. В августе 2003 года на Соборной горе в Сан-Франциско был показан мюзикл «Gudrais padomiņš» («Мудрый совет»). Произведение для хора и камерного оркестра Rudentiņš pie durvīm klauvē (Осень стучится в дверь) было исполнено в Симфоническом зале имени Луизы Дэвис в Сан-Франциско 8 августа 2003 года. В 2004 году мюзикл «Эслингена» был показан в Театре Изабель Бадер в Торонто, Онтарио, Канада, а в 2005 году — в Национальном театре в Риге, Латвия. В 2007 году Ритманис начал работу над новым мюзиклом, премьера которого планировалась на осень 2008 года в Вентуре, штат Калифорния.

### Dynamic Music Partners
В 2007 году Ритманис и ее коллеги Майкл Маккьюшен и Кристофер Картер создали предприятие Dynamic Music Partners (DMP). DMP работало над сериалом Legion of Super Heroes для Warner Bros. Помимо работы в анимации, DMP выполнило заказ на музыку к художественному фильму Томаса Каллавэя «Broke Sky», премьера которого состоялась на кинофестивале SXSW в 2007 году.

### Альянс композиторов-женщин
В 2014 году Ритманис вместе с Лаурой Карпман и Мириам Катлер основала Альянс композиторов-женщин. Организация обеспечивает узнаваемость и защиту для своих членов.

## Личная жизнь
Ритманис замужем за музыкальным продюсером Марком Маттсоном. Они живут в районе Лос-Анджелоса Студио-Сити со своими тремя детьми — Андрисом, Илзе и Айей. Супруги имеют две студии звукозаписи.

## Награды
- Ритманис была номинирована на «Дневную премию Эмми» в 2007 году в категории «Музыкальное руководство и композиция» за работу над «Легионом супергероев»[7].
- В 2002 году она была номинирована на премию «Эмми» в категории «Выдающаяся главная музыкальная тема» за «Лигу справедливости»[8].
- Офицер ордена Трёх звёзд (9 ноября 2021 года, Латвия)[9]
- В 2021 году Ритманис получила премию Hollywood Music in Media Awards в категории «Оригинальный саундтрек — независимый фильм (на иностранном языке)» и премию Общества композиторов и лириков в категории «Выдающаяся оригинальная музыка для независимого кино» за свою работу в латвийском фильме 2019 года «Души в снежном вихре»[10].